# Gjunesj Abasova
Gjunesj Abasova, känd som Gunesh (azerbajdzjanska: Günəş Əbəsova, Günäsj Äbäsova, ryska: Гюнешь Абасова, Gjunesj Abasova, vitryska: Гюнэш Абасава, Gjunesj Abasava, turkiska: Güneş Abaşova) född 2 september 1979 i Vitryska rådsrepubliken, Sovjetunionen, är en vitrysk sångerska av azerisk härkomst.
Gjunesj Abasova föddes i Vitryssland år 1979. År 2000 inledde hon sin professionella karriär som sångerska. Hon har bland annat deltagit i Vitrysslands uttagning till Eurovision Song Contest flera gånger. Hon har också uppträtt vid festivaler som Slavianskij Bazar i Vitsebsk. I november 2011 meddelades det att Abasova kom att ställa upp i Vitrysslands uttagning till Eurovision Song Contest 2012, som gick av stapeln i Baku i Azerbajdzjan. I finalen den 14 februari 2012 slutade Gjunesj trea, bakom segrande Aljona Lanskaja samt andraplacerade gruppen Litesound. Senare diskvalificerades Lanskaja vilket ledde till att Litesound istället skickades till Baku.
2013 deltog hon i den första upplagan av Türkvizyon med bidraget "Son Hatıralar". I finalen slutade hon på andra plats med 205 poäng.

## Diskografi
- 2006 - «Дочь Востока» («Гюнешь») Dotj Vostoka (Gjunesj)
- 2008 - «Хабиби» Habibi